# يحي المضارير (الريدة)
'

تعديل مصدري - تعديل

يحي المضارير هي إحدى قرى عزلة الريدة وقصيعر بمديرية الريدة وقصيعر التابعة لمحافظة حضرموت، بلغ تعداد سكانها 561 نسمة حسب تعداد اليمن لعام 2004.